# Carl-Heinz Schroth
Carl Heinz Schroth (Innsbruck, 29 giugno 1902 – Monaco di Baviera, 19 luglio 1989) è stato un attore e regista austriaco.

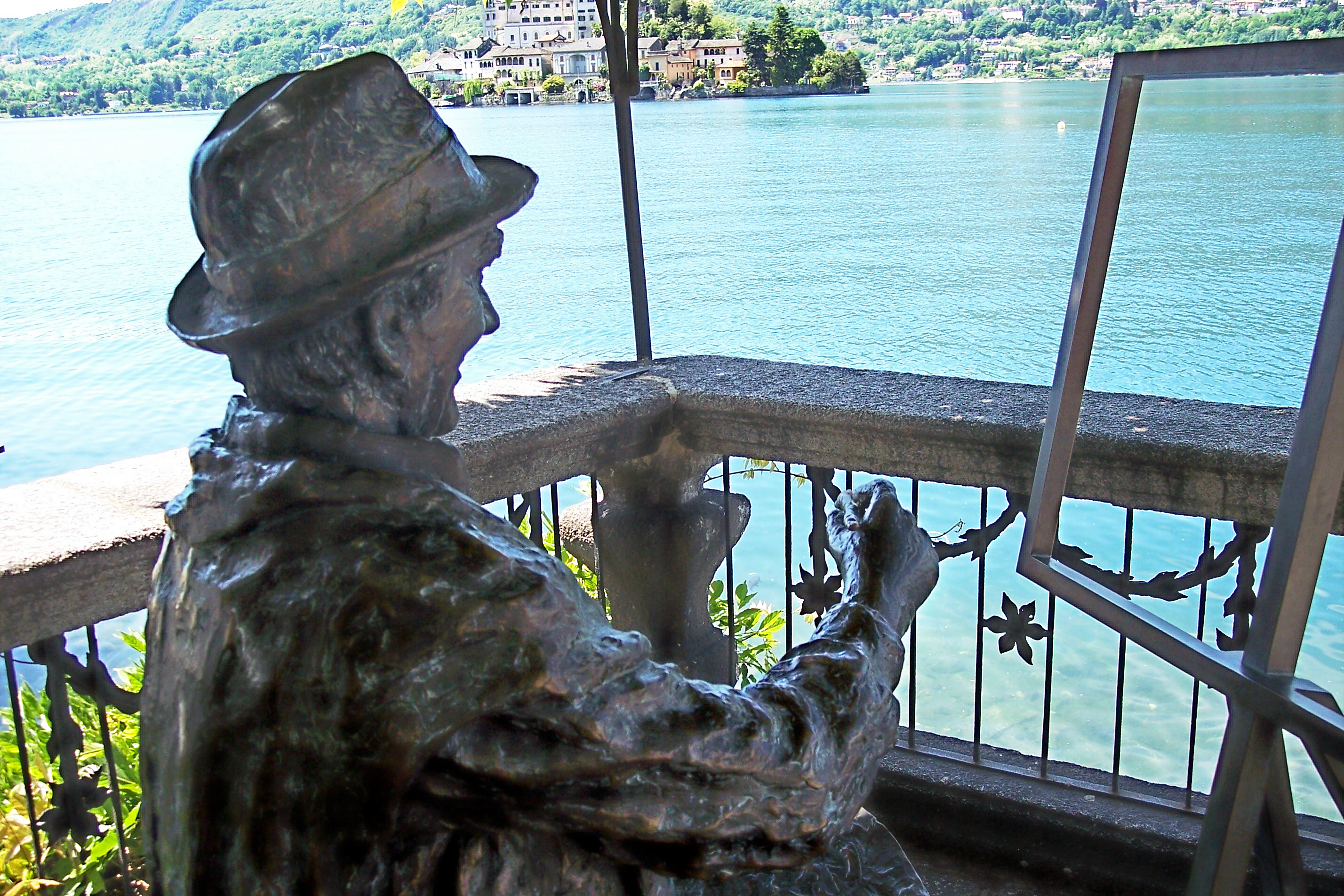
Statua ad Orta San Giulio

È apparso in 60 film tra il 1931 e il 1989. Ha inoltre diretto sette film tra il 1953 e il 1963.